# Sandschnurfüßer

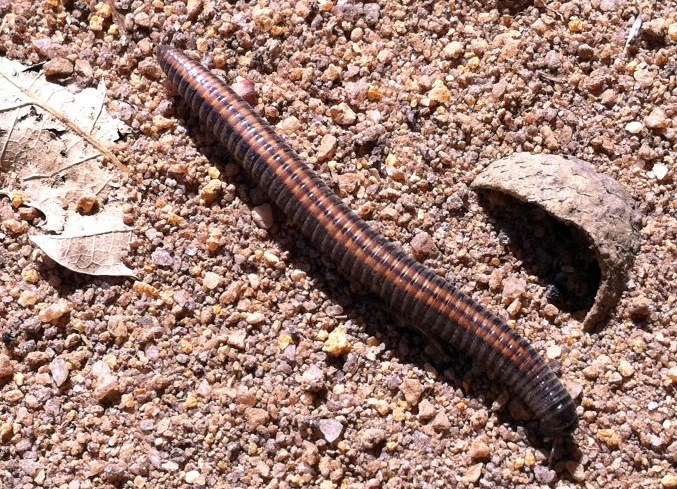
Ommatoiulus sabulosus

Der Sandschnurfüßer  (Ommatoiulus sabulosus), auch Gemeiner Zweistreifen-Schnurfüßer genannt, ist ein Doppelfüßer aus der Familie der Julidae.
Er ist drehrund, zwischen 15 und 58 mm lang und besitzt 45–58 Rumpfringe sowie bis zu 107 Beinpaare. Auffällig sind zwei helle Längsbinden auf dem Rücken. Doppelfüßer rollen sich bei Gefahr ein und sondern ein klebriges, giftiges Sekret ab. Sandschnurfüßer können ein solches Sekret auch ohne Bedrohung absondern.
Der Sandschnurfüßer ist in Mitteleuropa weit verbreitet und häufig. Die Art lebt in der Streuschicht der Vegetation und ist eurytop, besonders häufig ist sie auf Brachflächen. Dieser Tausendfüßer zeigt gelegentlich Massenvermehrungen und gerichtete Wanderungen.